# Вагнер, Вильгельм
Вильгельм Вагнер (нем. Wilhelm Wagner; 11 мая 1843, Штайнау-ан-дер-Штрасе — 15 апреля 1880, Неаполь) — немецкий филолог-классик, эллинист, педагог.

## Биография
Ученик  Иоханнеса Классена. Образование получил в берлинском и боннском университетах, затем провёл несколько лет в Лондоне, где работал в Британском музее и других книгохранилищах. В 1864 году получил докторскую степень с отличием за диссертацию о поэте Плавте под руководством Фридриха Ритчля. 
В 1874 г. получил кафедру в гамбургской высшей школе «Иоганнеум». В 1879 году получил шестимесячный отпуск для поиска греческих рукописей в итальянских библиотеках. Во время этой поездки заболел пневмонией, а затем и тифом и умер в возрасте 36 лет. Похоронен на Английском кладбище в Неаполе.
Многочисленные труды В. Вагнера имеют предметом классических писателей (преимущественно Плавта), среднегреческую и английскую литературы. К первому роду относятся его издания: «Aulularia» Плавта (Кембридж, 1866; 2 изд., 1876); комедии Теренция (там же, 1869); Платоновы «Критон», «Апология Сократа» (там же, 1869) и «Федон» (там же, 1870), все с примечаниями на английском языке; далее, новые издания Бентлея «Dissertations upon the letters of Phalaris etc.» (Берлин, 1874); «Adversaria critica» Добри (там же, 1874—75, 2 т.) и «Observationes Aristophaneae» (там же, 1875). Среднегреческой литературе посвящены сочинения: «Medieval Greek-texts» (Лондон, 1870); «Carmina graeca medii aevi» (Лейпциг, 1874); «L’histoire d’Imberios» (Париж, 1874); «Άλφάβητος τής άνάπης» (Лейпциг, 1879); «Trois poèmes grecs du moyen-âge» (Берлин, 1881). Наконец, по английской литературе ему принадлежат: исследование «Shakespeare und die neueste Kritik» (Гамбург, 1874) и издания: «Макбета» Шекспира (Лейпциг, 1872); «Lady of the lake» Скотта (там же, 1876); «Tragedy of Doctor Faustus» Марло (Лондон, 1877); «Works of Shakespeare with critical notes» (Гамбург, 1879 и сл.), издание, продолжавшееся Прешольдтом и др.